# Rolland Todd
Rolland Douglas Todd (Tulare County, 26 juni 1934) is een Amerikaans voormalig basketballer en basketbalcoach.

## Carrière
Todd speelde collegebasketbal voor de College of the Sequoias en Fresno State Bulldogs. Hij speelde AAU basketbal voor de Valley Athletic Club. In 1958 tekende hij bij de Buchan Bakers en speelde er twee jaar. In maart 1960 tekende hij bij de Akron Goodyear Wingfoots die er uiteindelijk niet in slaagde zich te kwalificeren voor de Olympische Spelen. Hij tekende daarna bij de St. Louis Hawks uit de NBA maar zou nog voor de start van het seizoen vertrekken. In 1961 tekende hij eerst voor de Washington Tapers maar speelde nooit voor hen. Nadien tekende hij in december 1961 bij de San Francisco Saints, Al Tolen zijn contract werd ontbonden om plaats te maken voor Todd. In oktober 1962 tekende hij bij de Oakland Oaks.
In 1963 werd hij assistent-coach bij de UCR Highlanders en het volgende seizoen bij de CSLA Golden Eagles. In 1965 werd hij coach bij de UNLV Runnin' Rebels en was er vijf jaar coach. In 1970 tekende hij bij de Portland Trail Blazers en was twee jaar coach in de NBA tot in februari 1972. Nadien volgde nog passages bij Santa Ana College en Taft College. In 1999/00 was hij een seizoen lang de coach van de Las Vegas Silver Bandits.